# Zénith de Dijon
Le Zénith de Dijon est une salle de spectacles située dans l'ancien Parc de la Toison d'or à proximité du centre commercial de la Toison d'Or au nord de Dijon. Inauguré le 6 octobre 2005, comme le onzième du nom en France, il fait partie par sa capacité, 7 000 personnes maximum, des plus grands Zéniths de France avec ceux de Toulouse et Nantes. Le millionième spectateur a été accueilli en octobre 2009.

## Construction du Zénith
La Toison d’Or a été retenue pour la construction du Zénith de Dijon. Celui-ci est construit en lieu et place du terrain qui devait accueillir l’extension prévue du Parc récréatif de la toison d'or. Ce parc d'attractions ayant fermé en 1993, les terrains deviennent le chantier de la salle de spectacle. 
La première pierre a été posée le 28 octobre 2004 sur les plans des deux architectes Philippe Chaix et Jean-Paul Morel. Ces derniers ont dû faire face à de nombreuses exigences dont l’exiguïté du terrain et les contraintes écologiques imposées par la communauté d'agglomération dijonnaise (traitement végétalisé des espaces extérieurs, système de ventilation naturelle par cheminée qui économise l’énergie, et panneaux photovoltaïques intégrés en façade pour assurer le rafraîchissement des locaux). 
L’une des particularités du Zénith de Dijon est le « pli en façade » de 43 m de haut, découlant de la volonté des architectes de voir la structure de loin. Cela permet aussi de projeter des images et des lumières. Le Zénith de Dijon a une superficie de 8 500 m2, un bâtiment de 150 mètres de long et de 79 mètres de large. Le coût du projet était de 12 millions d’euros hors taxe dont 2,6 millions financés par l’État et 534 000 € par le Conseil régional de Bourgogne.

## Configuration du Zénith
Le Zénith de Dijon est composé :

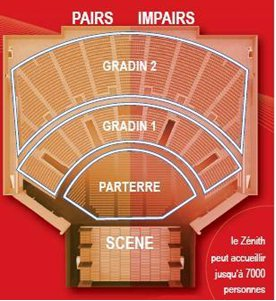
Configuration de la grande Salle du Zénith de Dijon.

- d'une salle de réception de 500 m2 ;
- d'un hall de 1 100 m2 ;
- d'une grande salle entièrement modulable de 2 000 m2.

Extension de capacité : pendant l'été 2012, le Zénith de Dijon a connu des travaux pour accroître sa capacité maximale à 9 000 personnes.[réf. nécessaire]

- A1 : petite jauge - 1 634 places ;
- A2 : moyenne jauge - 2 707 places ;
- A3 : grande jauge - 3 231 places ;
- A3 bis : grande jauge - 2 860 places ;
- A4 : très grande jauge - 4 451 places ;
- A5 : maxi grande jauge - 5 237 places.

Configurations assis / debout :
- D1 : petite jauge - 2 000 places ;
- D2 : moyenne jauge - 3 000 places ;
- D3 : grande jauge - 4 800 places ;
- D4 : très grande jauge - 7 016 places ;
- D5 : maxi grande jauge - 7 800 places.

## Accès
Le Zénith de Dijon se trouve au nord de l'agglomération de Dijon, au Parc de la Toison d'Or et plus précisément rue de Colchide.
Il dispose d'un parking de 1 500 places. Le parking de 1 200 places de l'ancien parc récréatif de la toison d'or est aujourd'hui reconverti en stationnement supplémentaire pour le Zénith.